# 皇家島

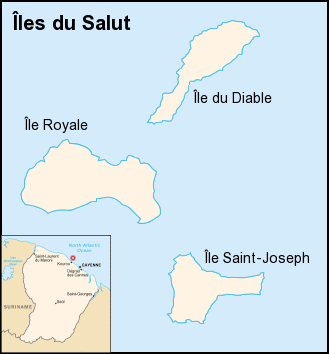

皇家島是法屬圭亞那的島嶼，位於大西洋海域，屬於薩呂群島的一部分，由庫魯負責管轄，面積0.28平方公里，最高點海拔高度66米，島上有酒店和博物館。

## 外部連結
- Photos from Royal Island （页面存档备份，存于）

5°17′14″N 52°35′20″W / 5.28722°N 52.58889°W